# (32522) Judiepersons
(32522) Judiepersons est un astéroïde de la ceinture principale.

## Description
(32522) Judiepersons est un astéroïde de la ceinture principale. Il fut découvert le 29 juillet 2001 à Socorro par le projet LINEAR. Il présente une orbite caractérisée par un demi-grand axe de 2,38 UA, une excentricité de 0,12 et une inclinaison de 6,0° par rapport à l'écliptique.

## Compléments